# Distrito de Kanpur Dehat
Kanpur Dehat (en hindi; रमाबाई नगर जिला) es un distrito de India en el estado de Uttar Pradesh. El 2 de julio de 2010 se cambió el nombre de este distrito por el de  Ramabai Nagar, volviendo a su nombre original en julio de 2012.
Comprende una superficie de 3 021 km².
El centro administrativo es la ciudad de Akbarpur.

## Demografía
Según censo 2011 contaba con una población total de 1 795 092 habitantes.